# Croton olivaceus
Pour Croton olivaceus, Y.T.Chang et P.T.Li, 1988, voir Croton lauioides.
Espèce
Croton olivaceus est une espèce de plantes à fleurs du genre Croton et de la famille Euphorbiaceae présente au Pérou et au Brésil (Amazonas).
Il a pour synonymes :
- Oxydectes olivacea, (Müll.Arg.) Kuntze